# Укренергочермет
ВАТ ВТП «Укренергочормет» — українська інжинірингова компанія, працює з 70-х років на ринку енерготехнологій. Надає повний комплекс послуг від проектування до введення в промислову експлуатацію котельного, турбінного, компресорного, воднохімічного, електротехнічного обладнання, а також послуги обслуговування під час пуску і експлуатації агрегатів і установок.

## Виробництво

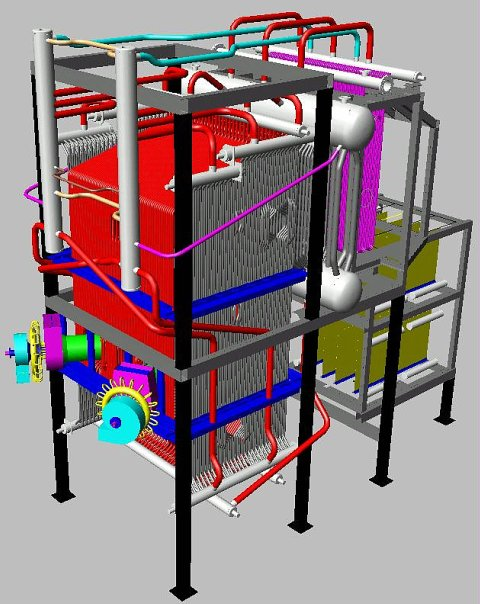
Котел, накреслений в об'ємі

Інжинірингова компанія ВАТ "ВТП «Укренергочормет» спеціалізується на проектуванні, виготовленні, реконструкції, експертному обстеженні, модернізації, монтажі, а також налагодження обладнання в теплоенергетичному комплексі:
- Котли середнього тиску — проектування, реконструкція, модернізація, монтаж, налагодження енергетичних котлів, котлів-утилізаторів;
- Котельні парові і водогрійні проектування, реконструкція, модернізація, технічний супровід;
- Електростанції ( турбогенератори потужністю до 100МВт) проектування, монтаж, налагодження, пуск — весь комплекс «під ключ»; проектування, налагодження та реконструкція електрогенеруючих установок, у тому числі установок парових і газових  турбін,  компресорів,  нагнітачів, газових і дизельних поршневих агрегатів;
- Переробка і використання тепла виробничих процесів на промислових підприємствах;
- Водопідготовка, конденсатоочищення,  випарні і пароперетворюючі установки проектування, монтаж, налагодження з застосуванням сучасних технологій;
- Розрахунок питомих норм водоспоживання та водовідведення заводів;
- Надання інжинірингових послуг і генпідряду;

## Історія
Відкрите акціонерне товариство "Виробничо-технічне підприємство «Укренергочормет» є історичним спадкоємцем Українського відділення Всесоюзного тресту «Оргенерго», яке було організовано в Харкові ще в 1931 р.
- 1961 р. Українське ВТП «Укренергочормет» наказом Міністерства будівництва УРСР реорганізовано в Спеціалізований будівельно-монтажний трест «Укренергочормет» на базі налагоджувального відділу створено Харківське пусконалагоджувальне управління № 467 тресту «Укренергочормет».

- 1976 р. До складу Виробничо-технічного підприємства тресту «Укренергочормет» наказом МЧМ УРСР введений Проектний відділ тресту «Укренергочормет» на правах Відділу головного конструктора.

- 1979 р. До складу Виробничо-технічного підприємства «Укренергочормет» створений спеціалізований цех налагодження паропроводу, надійності металу енергоустановок і зварювання наказом МЧМ УРСР.

- 1995 р. На базі спеціалізованого цеху наладки паропроводів організований Головний галузевий центр по  неруйнівному контролю.

- 1998 р. Виробничо-технічне підприємство «Укренергочормет» перетворено у відкрите акціонерне товариство «Укренергочормет».

- 2008 р. ВАТ ВТП «Укренергочормет» пройшло сертифікацію за системою Менеджменту Якості відповідно до стандарту ISO 9001:2000. На сьогоднішній день до складу підприємства входять Дніпропетровське комплексне виробництво (КП), а також Маріупольське і Алчевське КП